# 캐나다 정부
캐나다 정부(영어: Government of Canada, 프랑스어: Gouvernement du Canada)는 캐나다 헌법에서 규정되고 연방재판소의 판결 및 불문법에서 규정되는 연방제의 권력과 구조를 갖는 입헌군주제 하의 정부이다.

## 조직

### 총독
캐나다의 총독은 영국의 왕가의 수장이 결정한다.

### 총리
캐나다의 총리는 투표에 의해서 선출된다.

### 추밀원
영국의 군주와 캐나다 의회 간 중개자 역할을 수행하는 기관이다.

## 같이 보기
- 캐나다의 정치
- 캐나다 의회